# Kenneth Royce
Pour les articles homonymes, voir Royce.
Kenneth Royce Gandley, né à Croydon, le 11 décembre 1920, et mort en 1997, est un auteur britannique de roman d’espionnage. Il signe ses œuvres Kenneth Royce ou du pseudonyme Oliver Jacks.

## Biographie
Après ses études, il s’engage en 1939, à l’âge de dix-neuf ans, dans l’armée britannique et sert pendant la Deuxième Guerre mondiale dans plusieurs bataillons.
Démobilisé en 1946, avec le grade de capitaine, il fonde une agence de voyages dont il est le PDG jusqu’en 1972. Cette activité professionnelle lui permet de voyager et de découvrir des décors et des sources d’inspiration pour les récits qu’il publie à partir de 1958.
Son premier livre, My Turn to Die, dont l’action se déroule en France, est un roman d’espionnage, genre auquel il se consacre de manière exclusive.
La série de Spider Scott compte parmi ses œuvres les plus connues. Ce héros singulier, ancien cambrioleur de haut vol écroué pendant quelques années, s’est amendé depuis sa sortie de prison et dirige maintenant une agence de voyages, qui lui sert de couverture quand la Couronne britannique requiert ses services. Dans le premier volet de la série, Son truc en plus (1970), le héros est en passe d’atteindre la respectabilité souhaitée, mais comme il a besoin d’argent pour y parvenir, il accepte un dernier contrat malhonnête qui l’obligera à composer avec un problème moral. En effet, il refuse de livrer à son commanditaire la lettre compromettante qu’il a volé au ministre des Affaires étrangères et qui contient une preuve de l’orientation homosexuelle de l’homme d’état. Or, pour épargner le ministre, Spider se retrouve la cible des Chinois, des Russes et des Américains, ce qui donne lieu à nombre de situations échevelées et trépidantes.
Spider Scott a été incarné par Stephen Yardley (en) dans la série télévisée britannique The XYY Man (en) (1976-1977).

## Œuvre

### Romans

#### SérieSpider Scott
- The XYY Man (1970) Publié en français sous le titre Son truc en plus, Paris, Gallimard, Série noire no 1375, 1970
- Concrete Boot (1971) Publié en français sous le titre Du ciment plein les bottes, Paris, Gallimard, Série noire no 1460, 1971
- The Miniatures Frame (1972) Publié en français sous le titre Le casseur vous salue, Paris, Gallimard, Série noire no 1616, 1973
- Spider Underground ou The Masterpiece Affair (1973) Publié en français sous le titre Le Gendarme et le Voleur, Paris, Librairie des Champs-Élysées, Le Masque no 1436, 1976
- Trap Spider (1974)
- The Crypto Man (1984)
- The Mosley Receipt (1985)

#### SérieGeorge Bulman
- No Way Back ou Hashimi's Revenge (1986)
- Shadows (1996)
- The Judas Trail (1997)

#### Autres romans
- My Turn to Die (1958)
- The Soft-Footed Moor (1959)
- The Long Corridor (1960) Publié en français sous le titre Le Long Corridor, Paris, Fayard, L'Aventure criminelle no 117, 1961
- No Paradise (1961)
- The Night Seekers (1962) Publié en français sous le titre Les Nouveaux Mystères d’Athènes, Paris, Fayard, L'Aventure criminelle no 146, 1963
- The Angry Island (1963) Publié en français sous le titre L’Île en colère, Paris, Fayard, L'Aventure criminelle no 192, 1965
- The Day the Wind Dropped (1964)
- Bones in the Sand (1967) Publié en français sous le titre Un os dans le sable, Paris, Gallimard, Série noire no 1234, 1968
- A Peck of Salt (1968)
- A Single to Hong Kong (1969)
- The Woodcutter Operation (1975) Publié en français sous le titre Amenez les civières, Paris, Gallimard, Super noire no 36, 1976
- Bustillo (1976)
- Satan Touch (1978) Publié en français sous le titre La Méthode à Satan, Paris, Gallimard, Super noire no 127, 1979
- The Third Arm (1980) Publié en français sous le titre Le Mur du sang, Paris, Gallimard, Série noire no 1782, 1980
- Ten Thousand Days (1981)
- Channel Assault (1982)
- The Stalin Account (1983)
- The Trap (1985)
- The President is Dead ou Patriots (1988)
- Fall-Out (1989)
- Exchange of Doves (1990)
- The Proving Ground (1991)
- A Wild Justice (1992)
- Limbo (1992)
- Remote Control (1994)
- The Ambassador's Son (1994)
- The Ghostman (1997)

#### Romans signés Oliver Jacks
- Man on a Short Leash (1974)
- Assassination Day (1976) Publié en français sous le titre La Seconde de détente, Paris, Gallimard, Super noire no 49, 1976
- Autumn Heroes (1977)
- Break-Out (1986)

## Sources
- Jacques Baudou et Jean-Jacques Schleret, Le Vrai Visage du Masque, vol. 1, Paris, Futuropolis, 1984, 476 p. (OCLC 311506692), p. 375-376.
- Claude Mesplède et François Guérif, Dictionnaire des littératures policières, vol. 2 : J-Z, Nantes, Joseph K, coll. « Temps noir », 2003 (ISBN 978-2-9106-8632-1 et 2910686329, OCLC 491057106), p. 688.
- Claude Mesplède et Jean-Jacques Schleret, SN, voyage au bout de la Noire : inventaire de 732 auteurs et de leurs œuvres publiés en séries Noire et Blème : suivi d'une filmographie complète, Paris, Futuropolis, 1982, 476 p. (OCLC 11972030), p. 319.